# AVG AntiVirus
AVG AntiVirus è un software antivirus sviluppato dalla AVG Technologies. Il software è interamente gratuito ma solo per uso personale, e di semplice utilizzo. La suite antivirus comprende antispam e antispyware, oltre alla normale caratteristica antivirus. La versione gratuita è disponibile anche in lingua italiana.
L'antivirus è caratterizzato da una semplice quanto intuitiva interfaccia e consente agli utenti di impostare impostazioni adatte alle proprie esigenze, il software è molto semplice da utilizzare e fornisce una protezione completa del proprio PC. L'aggiornamento del software avviene in modo automatico a meno che l'utente non scelga di effettuarlo manualmente.

## Funzionalità di AVG Antivirus
1. Protezione antivirus: AVG offre una protezione avanzata contro virus, malware e spyware.
2. Protezione ransomware: AVG protegge il tuo computer e i tuoi dati da attacchi ransomware.
3. Protezione web: AVG protegge la tua navigazione su Internet da siti web dannosi e phishing.
4. Protezione email: AVG protegge la tua posta elettronica dalle email di phishing e spam.
5. Firewall: AVG include un firewall integrato che ti aiuta a bloccare gli attacchi da Internet.
6. Protezione della privacy: AVG protegge la tua privacy online e offline.
7. Protezione delle transazioni online: AVG ti aiuta a effettuare transazioni online in modo sicuro.
8. Protezione dei dati personali: AVG protegge i tuoi dati personali da furto o perdita.
9. Pulizia del PC: AVG include uno strumento di pulizia del PC per liberare spazio sul tuo disco rigido.
10. Ottimizzazione del PC: AVG offre strumenti per ottimizzare le prestazioni del tuo computer.
11. Aggiornamenti automatici: AVG offre aggiornamenti automatici per mantenere sempre aggiornata la tua protezione.
12. Supporto tecnico: AVG offre un supporto tecnico dedicato ai propri utenti.

Queste sono solo alcune delle funzionalità disponibili in AVG Antivirus. In generale, AVG offre una protezione completa e avanzata per il tuo computer e i tuoi dati.